# Tally Hall
Tally Hall (произн. талли/тэлли холл; иногда стилизовано как tallyhall) — американская рок-группа, сформированная в Анн-Арборе, Мичиган, в декабре 2002 года. Группа известна своими бодрыми мелодиями и причудливыми текстами. Изначально, участники описывали свой музыкальный стиль как «вонки-рок», но позже стали называть его «фаблу», чтобы не причислять свою музыку к каким-либо жанрам.
Tally Hall состоит из пяти участников, каждый из которых имеет свой цвет галстука: гитарист Роб Кантор (жёлтый), гитарист Джо Хоули (красный), барабанщик Росс Федерман (серый), клавишник Эндрю Горовиц (зелёный) и басист Зубин Седжи (синий). Партнер по гастролям Кейси Шиа и продюсер Бора Караджа (он же «маскот») тоже имеют свои цвета галстуков (чёрный и оранжевый соответственно). Все пятеро участников предоставляли свои вокальные партии для песен.
Под лейблом звукозаписи Atlantic Records Tally Hall снова подписали контракт с инди-лейблом Quack! Media, который ранее помогал распространять их дебютный студийный альбом Marvin’s Marvelous Mechanical Museum 24 октября 2005 года.
Они выпустили свой второй альбом Good & Evil 21 июня 2011 года.
Tally Hall также внесли свой вклад во всю музыку в Happy Monster Band, детский телевизионный сериал, который шёл на Playhouse Disney.

## История

### Ранние годы и альбомMarvin’s Marvelous Mechanical Museum
Эндрю Горовиц, единственный участник не из Мичигана, начал писать песни, когда ему было 8 лет. Поступив в Университет Мичигана, он встретил будущего гитариста группы — Роба Кантора, который учился в старшей школе с будущим басистом Зубином Седжи и присоединился к группе по производству фильмов AnonyMous, созданной Джо Хоули. Изначальный барабанщик группы, Стив Галлагер, покинул её в мае 2004 года. Росс Федерман, который был знаком с Джо со времён старшей школы, в скором времени занял место Стива.
24 октября 2005 года группа выпустила дебютный студийный альбом Marvin’s Marvelous Mechanical Museum, в котором принял участие скрипач Джереми Киттел. Они перевыпустили альбом 12 сентября 2006 года под локальным лейблом Quack! Media. Tally Hall решили получить внимание национальных СМИ, исполнив свою песню «Good Day» на The Late Late Show with Craig Ferguson 2 августа 2006 года, а также появившись в фрагменте MTV You Hear It First в сентябре 2006 года. Группа выступила на South by Southwest Music Festival в 2007 году. Также, в марте 2007 года, они подписали контракт с Atlantic Records и перезаписали свой первый альбом. Выпустили же обновленную версию 1 апреля 2008 года. В августе того же года Tally Hall выступили на Lollapalooza.
Tally Hall были вновь приглашены на The Late Late Show with Craig Ferguson 16 сентября 2008 года для продвижения Tally Hall’s Internet Show. Они сыграли «Welcome to Tally Hall» в нестандартных для них чёрных жилетах поверх традиционных рубашек с галстуками.
После завершения Marvin’s Marvelous Mechanical Museum группа работала над несколькими проектами, в числе которых был кавер на песню «Smile Like You Mean It» от The Killers for the sixth The O.C. soundtrack: Music from the OC: Mix 6.

### Туры иGood & Evil
9 сентября 2009 года Hidden in the Sand (HITS), фанатский сайт по Tally Hall, сообщил, что Tally Hall собираются выпустить песню-коллаборацию с Нелли МакКей, которая должна быть выпущена, как доступная для скачивания бесплатно на mp3.walmart.com, когда покупатели Walmart приобретают The Magician’s Elephant от Кейт ДиКамилло. Книга была доступна для покупки в этот день. В тот же день, HITS сообщили название песни, «Light & Night», вместе с коротким аудио из неё в обновлении.
В их туре 2010 года в марте с Jukebox the Ghost и Skybox, было сообщено, что Джо Хоули неожиданно покинул тур. Хоули был заменён на Кейси Шиа, который носил чёрный галстук и служил заменой на оставшихся выступлениях в том году.
Группа была под руководством The Hornblow Group, которые также руководили They Might Be Giants, OK Go и Oppenheimer до 2010 года, когда Tally Hall поменяла руководство на Stiletto Entertainment, которые руководили Барри Манилоу вместе с другими сольными выступлениями.
Второй альбом группы, Good & Evil, был выпущен в 2011 году. С ним Tally Hall вернулись к своему изначальному лейблу Quack!Media.
Для продвижения альбома группа группа провела конкурс, победитель которого должен был получить собственную тематическую песню. Победителем оказался ученик старшей школы Нейтан Неймарк, чья одноименная песня была позже выпущена. В том же периоде времени группа выпустила кавер на песню «Club Can’t Handle Me» от Flo Rida с Кейси Шиа в качестве гостя на вокале.
После выпуска Good & Evil и тура по нему, группа перестала быть активной и все участники занялись своими проектами, однако, некоторые из них включают в себя тех же участников.

#### Сольные работы и жизнь участников послеGood & Evil
В 2012 году Эндрю Горовиц под псевдонимом «edu» выпустил сольный альбом sketches 3D.
Джо Хоули вернулся к учебе, но выпустил концептуальный альбом вместе с Россом Федерманом и Борой Караджей Hawaii: Part II, как часть его музыкального проекта ミラクルミュージカル (Miracle Musical), также выпустив песню «Variations on a Cloud» в память о погибших в ходе терактов 11 сентября 2001 года. Участники Tally Hall Зубин Седжи и Роб Кантор приняли участие в альбоме в песнях «White Ball» и «Time Machine» соответственно.
Росс Федерман появлялся как продюсер, ударник и DJ под псевдонимом «Mr. F», однако, его главной целью была учеба. Он окончил Университет Мичигана в 2013 году как бакалавр наук в области клеточной и молекулярной биологии и позже выпустился из Йельского Университета как доктор философии в иммунологии в мае 2019. Федерман женат, первый ребёнок был рождён в 2022 году.
Зубин Седжи, кроме появления в Hawaii: Part II, сделал целью своё развитие. Он выпустился из Университета Мичигана со степенью бакалавра с отличием в области неврологии, позже поступив в Калифорнийский Университет Туро на медицинский факультет. Сейчас он работает семейным доктором в Kaiser Permanente в Округе Орандж, Калифорния. Седжи женат и с двумя детьми.
В 2014 Хоули, всё еще под названиемミラクルミュージカル, выпускает Hawaii: Part II: Part ii, альбом, содержащий демо и сэмплы из Hawaii: Part II. Джо также выпускает Candle on the Water, кавер на одноименную песню из фильма 1977 Дракон Пита от Disney.
Роб Кантор выпускает свой сольный альбом Not a Trampoline 14 апреля 2014 года. Он также записывает песни для Disney Junior Musical Nursery Rhymes.
В 2015 году, страница Tally Hall на Bandcamp была обновлена с альбомом Admittedly Incomplete Demos, с отсылкой на их прошлую коллекцию Complete Demos. Там были демо-версии песен из Good & Evil вместе с невыпущенными песнями, каверами и живыми выступлениями.
Позже в 2015 году, Хоули (ミラクルミュージカル) выпускает Hawaii Partii, альбом, содержащий 8-битные версии песен из Hawaii: Part II.
В октябре 2016 года, Джо Хоули выпустил комедийный хип-хоп альбом Joe Hawley Joe Hawley. В 2019 году, Хоули выпускает γɘlwɒH ɘoႱ γɘlwɒH ɘoႱ, перевёрнутую версию альбома. Это было сделано из-за того, что треки содержали большое количество сэмплов с авторскими правами. Позже, альбом был перевыпущен в изначальном состоянии в 2020 году. Скорее всего, Хоули получил разрешение на использование сэмплов.
В 2018 году Горовиц выпускает студийные версии композиций на пианино, написанных в 2003 году для альбома etudes.
В апреле 2019 года Эндрю Горовиц выпускает студийные версии композиций на пианино, написанных в 2005 году в его студенческие годы для альбома etudes II.
В январе 2021 года стало известно, что Needlejuice Records перевыпустят два альбома группы на виниловых пластинках, CD и кассетах.
В апреле 2022 года были добавлены 2 новых трека в «Admittedly Incomplete Demos»: «Welcome to Tally Hall (Reprise) (Demo)» и «Hymn For a Scarecrow (Demo)».
С начала хиатуса группы, Джо Хоули, Эндрю Горовиц и Росс Федерман говорили, что группа когда-нибудь соберётся вновь для третьего альбома. Однако, в 2020 году и в августе 2023 года, были выдвинуты обвинения против Хоули в виде документа со скриншотами переписок из Instagram, в которых Джо непристойно себя вёл с несовершеннолетними фанатами, а также, как говорится в «доке», поддерживал расизм и трансфобию. Горовиц упомянул, что Джо Хоули на протяжении многих лет страдает от проблем в ментальном плане и это является главной причиной отсутствия третьего альбома и туров. Эндрю посоветовал фанатам не контактировать с Хоули и сказал, что группа не поддерживает его действия.

## Видео
Когда группа была сформирована, Джо Хоули работал над комедийной группой AnonyMous и сделал видео для некоторых песен Tally Hall вместе с ней.

### Tally Hall’s Internet Showи клипы
Еще большую роль в видео-портфолио группы заняла серия варьете из десяти эпизодов, названная Tally Hall’s Internet Show (T.H.I.S.), первая серия которой была выпущена 15 сентября 2008 года на их официальном сайте. Содержанием, в основном, были комедийные скетчи и клипы.
С выходом Tally Hall’s Internet Show стало ясно, что множество клипов будут выпущены в рамках шоу. Ими стали «Good Day», «Dream», «Greener», «Hidden in the Sand», «Ruler of Everything», «The Whole World and You», «Two Wuv» и «Welcome to Tally Hall». Песня «Turn the Lights Off» из второго альбома тоже имеет клип. Создание клипа на песню «&», также из второго альбома, по итогу было заброшено и он не увидел свет.

#### Эпизоды T. H. I. S.
1. Good Day (15 сентября 2008) — 9:24
2. Death Request (29 сентября 2008) — 11:36
3. Taken for a Ride (13 октября 2008) — 9:17
4. Welcome to Tally Hall (27 октября 2008) — 11:37
5. Who Cares (10 ноября 2008) — 9:25
6. Two Wuv (24 ноября 2008) — 10:32
7. Fifteen Seconds of Bora (8 декабря 2008) — 9:08
8. The Whole World and You (22 декабря 2008) — 11:06
9. Potato Vs. Spoon (5 января 2009) — 8:30
10. Good Night (19 января 2009) — 10:52